# Benno Tins
Benno Tins (* 16. März 1903 in Asch, Österreich-Ungarn; † 1. Januar 1990) war ein sudetendeutscher Staatswissenschaftler und Verleger.

## Leben
Er war der Sohn des aus Reichenberg stammenden Schriftleiters der „Ascher Zeitung“, Karl Emil Tins, und dessen Ehefrau Katharina Tins, geb. Reinl. Nach dem Besuch des Gymnasiums in Asch studierte er von 1922 bis 1926 Staatswissenschaften an der Universität Wien bei Othmar Spann. 1926 promovierte er zum Dr. rer. pol. Danach studierte er Rechtswissenschaften an der Deutschen Universität Prag, unterbrochen durch den aktiven Wehrdienst im tschechoslowakischen Heer und der vom Vater 1928 übernommene Hauptschriftleitung der „Ascher Zeitung“, nachdem dieser zum  Bürgermeister von Asch gewählt worden war. In dieser Zeit wurde Tins Mitglied des Bundes der Deutschen, eines völkischen Verbandes, sowie im Deutschen Turnverband und in der Sudetendeutschen Partei.
Tins erlebte, wie seine Heimatstadt Ende 1918 an die neugebildete Tschechoslowakei und nach dem Münchener Abkommen im Oktober 1938 von deutschen Truppen besetzt und in den neuen Reichsgaus Sudetenland integriert wurde. Im Mai 1933 wurde er gemeinsam mit über 40 weiteren Sudetendeutschen im Auftrag der Staatsanwaltschaft Eger ohne Angabe eines Grundes inhaftiert.
Er trat der NSDAP bei und wurde deren Kreisleiter für den neugebildeten Landkreis Asch. Während des Krieges wurde er zur Wehrmacht einberufen und war im besetzten Frankreich eingesetzt, wo er am Rhein in Kriegsgefangenschaft geriet. Nach seiner Entlassung ließ er sich in Tirschenreuth in Bayern nieder. Hier wurde er inhaftiert und verbrachte zwei Jahre in einem Internierungslager der US-Amerikaner. Nach seiner Entlassung brachte er den ersten, von ihm redaktionell bearbeiteten „Ascher Rundbrief“ heraus. Gleichzeitig übernahm er die Betreuung des „Ascher Heimatkreises“. Er lebte viele Jahre in München-Feldmoching, wo er den Dr. Bruno Tins-Verlag betrieb.

## Schriften (Auswahl)
- (Mitwirkung) Rudolf Jahn: Konrad Henlein. Leben und Werk des Turnführers. Adam Kraft Verlag, Karlsbad-Drahowitz 1938.
- (Mitwirkung) Ernst Tscherne: Das ist Konrad Henlein. 200 Bilder aus dem Leben des sudetendeutschen Einigers. Frank, Karlsbad, Leipzig 1938.
- Konrad Henleins turnerischer Werdegang. Ein Lebensbild. In: Konrad Henlein. Reden und Aufsätze zur völkischen Turnbewegung. NS-Gauverlag, Reichenberg 1939, S.  9–16.
- Der Ascher Dreifaltigkeitskirche zum Gedächtnis. München-Feldmoching 1960.
- In den Pferchen. Als Deutscher in Deutschland kriegsgefangen. Ein Tagebuch. München 1966.
- Spätlese. Erlebtes und Erlauschtes. München-Feldmoching 1977.
- Heimatverband des Kreises Asch e. V., Sitz Rehau (Hrsg.): Die eigenwillige Historie des Ascher Ländchens. München 1977.